# روبرت فرازر
روبرت فرازر (بالإنجليزية: Robert Frazer)‏ هو ممثل أمريكي، ولد في 29 يونيو 1891 في ورسستر في الولايات المتحدة، وتوفي في 17 أغسطس 1944 في لوس أنجلوس في الولايات المتحدة بسبب ابيضاض الدم.

## وصلات خارجية
- روبرت فرازر على موقع IMDb (الإنجليزية)
- روبرت فرازر على موقع ألو سيني (الفرنسية)
- روبرت فرازر على موقع قاعدة بيانات الأفلام السويدية (السويدية)
- روبرت فرازر على موقع قاعدة بيانات الفيلم (الإنجليزية)
- روبرت فرازر على موقع كينوبويسك (الروسية)